# Villa Klamroth

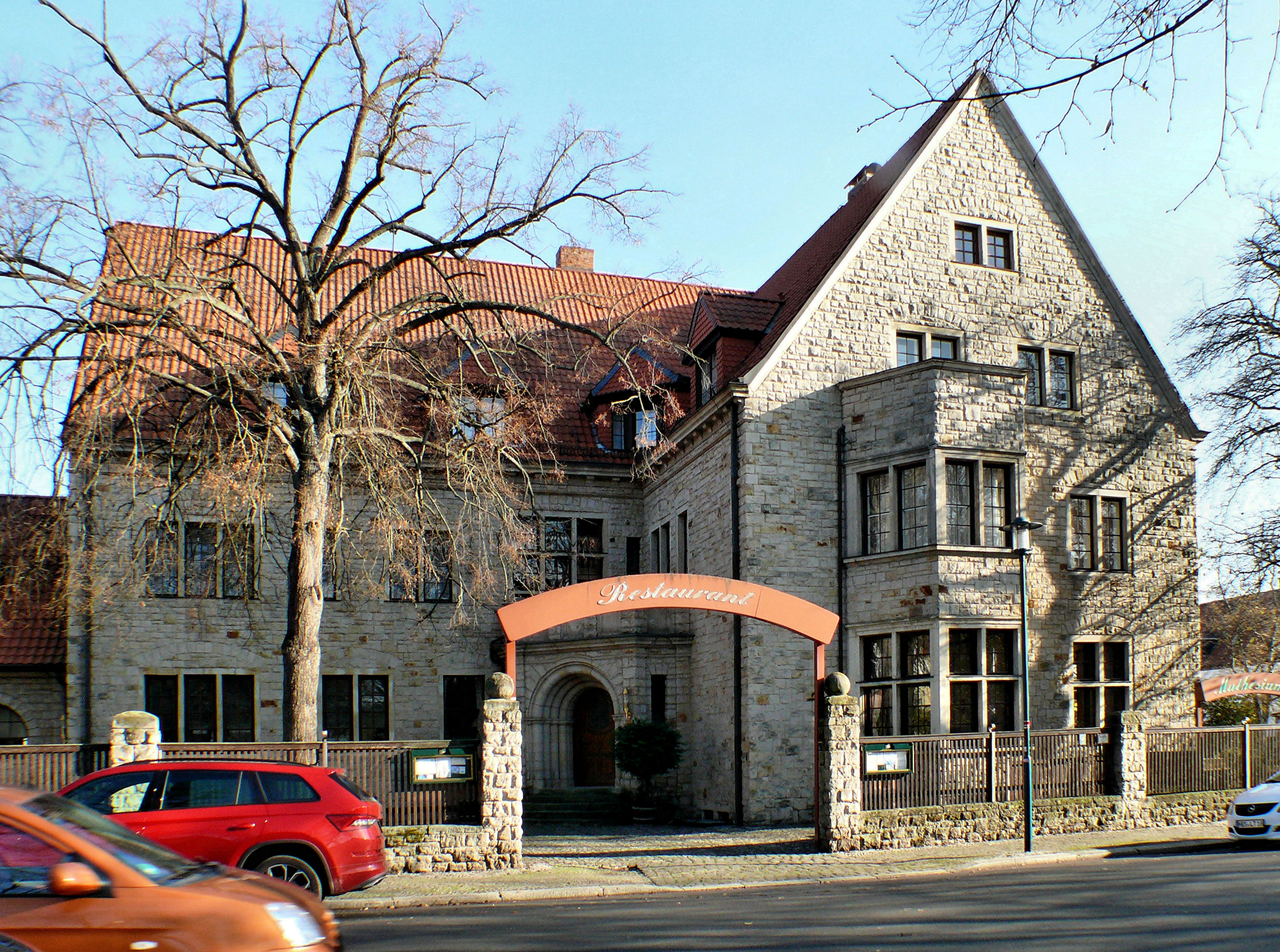
Villa Klamroth (2021)

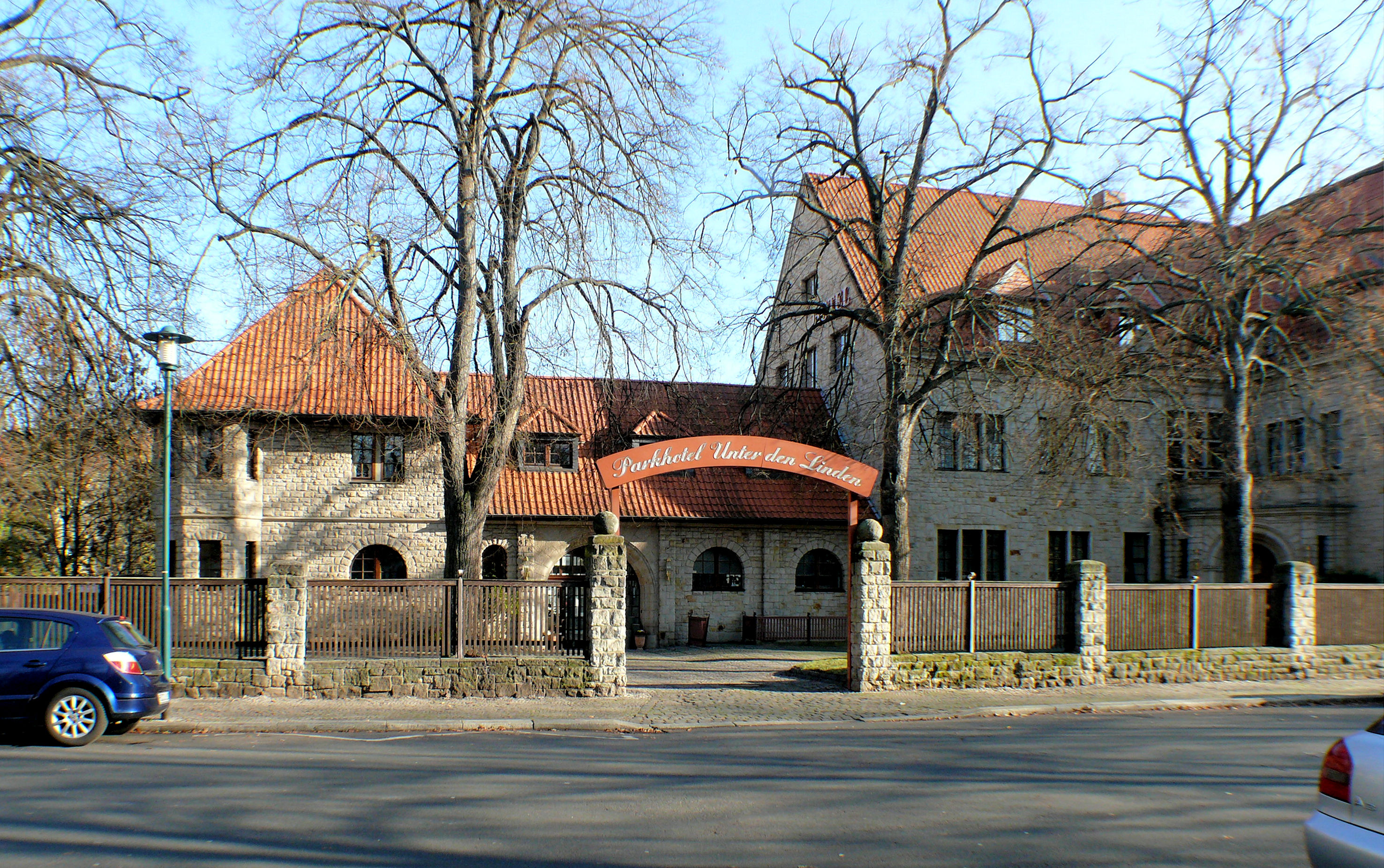
Eingangsseite (2021)

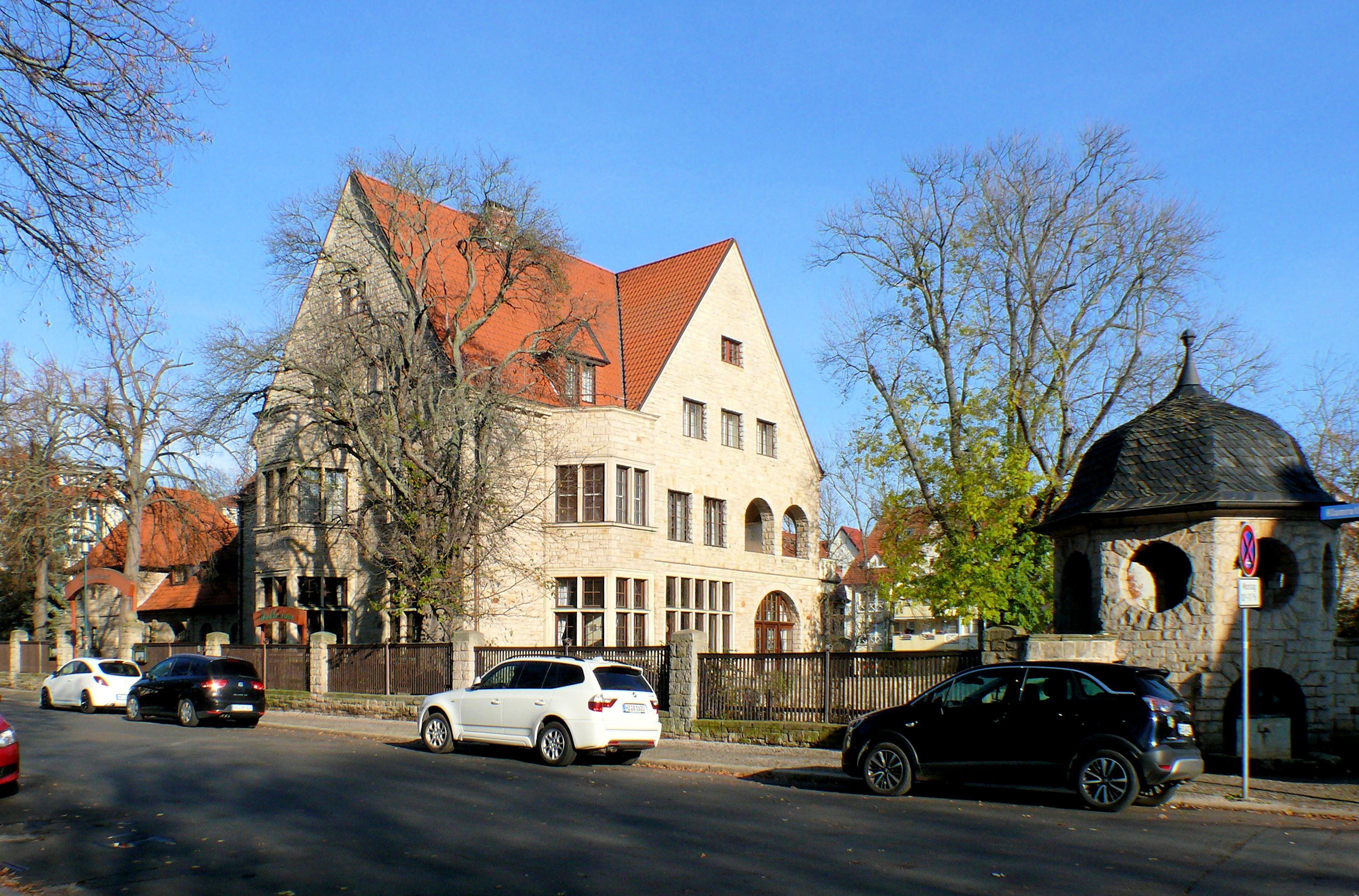
Gesamtansicht mit Pavillon (2021)

Die Villa Klamroth, später als Hotel Weißes Roß und heute als Hotel unter den Linden bekannt, ist ein ehemaliges großbürgerliches Wohnhaus in Halberstadt in Sachsen-Anhalt, Klamrothstraße 2. Die im Stil der Heimatschutzarchitektur erbaute Villa steht unter Denkmalschutz und wird heute als Viersternehotel genutzt.

## Architektur
Das Haus wurde 1910–1911 nach Plänen des bekannten Architekten Hermann Muthesius für den Kaufmann und Unternehmer Kurt Klamroth erbaut, das Grundstück lag damals am Rand der Stadt.
Die Villa mit ihren Fassaden aus Sandstein-Rustikamauerwerk besteht aus einem zweigeschossigen Hauptgebäude auf abgewinkeltem Grundriss mit einem angebauten Wirtschaftsgebäude, so dass das Gesamtbauwerk einen annähernd S-förmigen Baukörper bildet.
Im Erdgeschoss des Hauptgebäudes befindet sich eine große Diele mit mächtigem Sandstein-Kamin, an die sich die nach Südwesten ausgerichtete Terrasse anschließt. An der Hofseite des Hauses ist im Obergeschoss ein langgestreckter Balkon angeordnet. Das Bauwerk wird durch doppelstöckige Erker mit trapezförmigem Grundriss akzentuiert. Die hohen Sattel- und Walmdächer mit Ziegeldeckung werden durch Gauben belebt.
An der Ecke des Grundstücks steht ein zugehöriger, oktogonaler Pavillon ebenfalls in Rustika-Mauerwerk mit Rundbögen, Rundfenstern und einer geschweiften Haube als Abschluss.

## Geschichte
Da die Familie Klamroth wegen der Beteiligung von zwei ihrer Mitglieder (Hans Georg und Bernhard Klamroth) am Attentat vom 20. Juli 1944 von der Gestapo verfolgt wurde, war sie gezwungen, Halberstadt zu verlassen. Nach 1945 wurde das Haus zunächst als Flüchtlingsunterkunft benutzt. Die Familie Klamroth wurde allerdings von der DDR-Regierung als Widerstandskämpfer nicht enteignet, sondern das Bauwerk wurde als sogenanntes „Treuhandobjekt“ verwaltet. Von 1949 bis 1989 wurde das Bauwerk als Hotel „Weißes Roß“ der staatlichen Handelsorganisation HO genutzt. In den Jahren 1992/1993 wurde es der Familie Klamroth übergeben, danach restauriert und zum heutigen Hotel „Unter den Linden“ mit 80 Betten ausgebaut. Dabei wurde die Diele im Erdgeschoss mit der Kassettendecke wiederhergestellt und in den Hotelzimmern im Obergeschoss die Gestaltung an den ursprünglichen Entwurf angelehnt.